# کلیسای سنت ایلدفونسو
کلیسای سنت ایلدفونسو یک کلیسای قرن هجدهم در پورتو، پرتغال است. این کلیسا در نزدیکی میدان باتالها واقع شده است.
این کلیسا به سبک پروتو باروک در سال ۱۷۳۹ ساخته شده است، کلیسا دارای یک تابلوی زیبا است که توسط هنرمند ایتالیایی نیکولا ناسونی ترسیم شده و نمای کاشی کاری آزوله جو در سال ۱۹۳۲ است. این کلیسا به افتخار ویزیگوت‌ها، ایلدفونسوس تولدو، اسقف تولدو از سال ۶۵۷ تا زمان مرگش در سال ۶۶۷ نامگذاری شده است.

## تاریخ
قبل از ساخت کلیسای سنت ایلدفونسو، کلیسای کوچکی به نام سانتو آلیفون در این مکان قرار داشت، که البته تاریخ ساخت آن مشخص نیست، اما چندین متون اولیه وجود آن را ذکر کرده‌اند. اولین اشاره شناخته شده به این مکان و کلیسای اصلی در اثری از اسقف پورتو، ویسنته مندس، مربوط به تاریخ ۱۲۹۶ آمده است.